# Myzomela rubratra
Myzomela rubratra е вид птица от семейство Meliphagidae.

## Разпространение
Видът е разпространен в Микронезия, Палау и Северни Мариански острови.